# Artemisia - Passione estrema
Artemisia - Passione estrema (Artemisia) è un film del 1997 diretto da Agnès Merlet, basato sulla vita della pittrice italiana Artemisia Gentileschi.

## Trama
Roma, 1610. Artemisia, figlia diciassettenne dell'affermato pittore Orazio Gentileschi, ha una grande passione per la pittura ma essendo una donna non le è permesso seguire i corsi all'Accademia né di dipingere nudi maschili o femminili. Artemisia non si dà per vinta e si mette lo stesso a dipingere nudi osservando il proprio corpo e quello di Fulvio, giovane pescatore innamorato di lei e ben disposto a farle da modello.
Un giorno Artemisia fa la conoscenza del fiorentino Agostino Tassi, giunto a Roma per eseguire - con il padre della giovane - una serie di affreschi religiosi. Artemisia ottiene dal padre il permesso di prendere lezioni d'arte da Agostino; durante una di queste lezioni l'uomo seduce Artemisia.
Quando Orazio scopre la cosa accusa Agostino Tassi di aver violentato la figlia. Tassi, sotto tortura, confessa di aver abusato di Artemisia e viene condannato dal tribunale a due anni di reclusione. Artemisia, innamorata dell'uomo, non perdona al padre il comportamento tenuto nei confronti suoi e di Tassi e decide di lasciare Roma per trasferirsi a Firenze dove ha inizio la sua attività artistica.

## Riconoscimenti
- Avignon/New York Film Festival 1998: Le Roger: Miglior Soggetto (Agnès Merlet)
- Nomination al Chicago International Film festival 1997: Gold Hugo: Miglior Film (Agnès Merlet)
- Nomination ai César Awards, France 1998: Miglior Fotografia (Benoît Delhomme)
- Nomination ai César Awards, France 1998: Migliori Costumi (Dominique Borg)
- Nomination ai Golden Globe 1998: Miglior Film Straniero (Agnès Merlet)